# LGV Sud-Est
La LGV Sud-Est, o ligne nouvelle 1 (LN1), è una linea ferroviaria francese ad alta velocità inaugurata nel 1981 e che collega Parigi e Lione.
L'inaugurazione della tratta fra Saint-Florentin (Yonne) e Sathonay (Rhône) il 22 settembre 1981 ha segnato l'avvio di una profonda rivoluzione del trasporto ferroviario in Francia.
Questa linea, prolungata ulteriormente verso sud fino a Marsiglia via le LGV Rhône-Alpes e LGV Méditerranée e verso nord mediante la LGV Est européenne, ha accelerato notevolmente i collegamenti ferroviari tra la capitale e il sud-est del paese (con diramazioni verso la Svizzera e l'Italia, nonché i collegamenti interregionali fra il sud-est e il nord e l'ovest della Francia, con diramazioni verso il  Regno Unito e il Belgio.
| da                             | a                            | velocità massima |
| ------------------------------ | ---------------------------- | ---------------- |
| Interconnessione di Villeneuve | Interconnessione di Moisenay | 270              |
| Interconnessione di Moisenay   | pK 205.0                     | 300              |
| pK 205.0                       | pK 226.0                     | 270              |
| pK 226.0                       | pK 254.0                     | 300              |
| pK 254.0                       | pK 334.0                     | 270              |
| pK 334.0                       | Biforcazione di Montanay     | 300              |
| Biforcazione di Montanay       | Interconnessione di Sathonay | 270              |
|                                |                              |                  |
| Interconnessione di Lieusaint  | Interconnessione di Moisenay | 270              |

- Nel senso opposto a quello di marcia, la velocità massima è sempre di 270 km/h.

Dal 5 aprile 2022 è attivo il servizio di Trenitalia tra Parigi e Lione con il Frecciarossa 1000.